# Plagiogyria
Plagiogyria (Kunze) Mett. è un genere di piante dell'ordine Cyatheales, unico genere della famiglia Plagiogyriaceae Bower.

## Descrizione
Le felci del genere Plagiogyria sono piante terrestri di piccole o medie dimensioni, senza squame. Presentano rizomi eretti, o leggermente decumbenti, robustie ispessiti. Le fronde sono dimorfiche, con tricomi minuti che secernono mucillagine. Le fronde sterili sono erbacee e pennate mentre le fronde fertili crescono erette al centro della pianta. I sori si sviluppano sulle punte delle fronde fertili e ne ricoprono quasi interamente la superficie abassiale delle pinnule quando maturi.

## Tassonomia
Il genere comprende le seguenti specie:
- Plagiogyria adnata (Blume) Bedd.
- Plagiogyria assurgens Christ
- Plagiogyria egenolfioides (Baker) Copel.
- Plagiogyria euphlebia (Kunze) Mett.
- Plagiogyria falcata Copel.
- Plagiogyria glauca (Blume) Mett.
- Plagiogyria japonica Nakai
- Plagiogyria koidzumii Tagawa
- Plagiogyria matsumurana (Makino) Makino
- Plagiogyria pectinata (Liebm.) Lellinger
- Plagiogyria pycnophylla (Kunze) Mett.
- Plagiogyria stenoptera (Hance) Diels